# Oberost-Mark

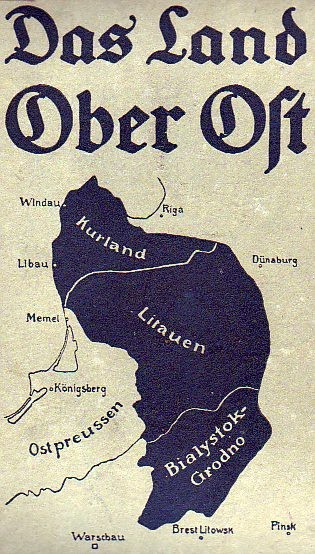
Teritoriul ocupat de germani, Das Land Ober Ost, unde circula Oberost-Mark)

Oberost-Mark a fost o monedă ce a circulat în perioada 1918-1922 în teritoriile estice Baltikum, Memel și Lituania, care se aflau sub ocupație germană. Ea a constat din bani de hârtie emiși de Darlehnskassen Ost din Kovno, de valori identice cu marca de hârtie germană (Papiermark). 

## Introducerea și circulația monedei
După victoriile în Bătălia de la Tannenberg, în Prima bătălie de pe Lacurile Mazuriene și în Bătălia de iarnă de pe Lacurile Mazuriene din anii 1914-1915, Imperiul German a înlăturat pericolul unui atac rus asupra Prusiei Răsăritene și a ocupat, în același timp, zone semnificative ale statelor baltice (ce fuseseră ocupate anterior de ruși). Acele regiuni au fost denumite Ober Ost și administrate începând din noiembrie 1915 de către Comandamentul General Estic (în germană Oberbefehlshaber Ost).

### Introducerea monedei
În regiunea Ober Ost a fost introdusă o monedă separată denumită Ost-Mark sau Oberost-Mark, care a circulat în paralel cu rubla rusească și cu ost-rubla (care a supraviețuit la sfârșitul războiului), care au fost timbrate și folosite acolo la un curs de 2 Ostmark = 1 Ostruble.
În acest scop, Darlehenskasse Ost din Kowno (Kaunas) a emis la 4 aprilie 1918 o serie de bancnote cu valori nominale de ½ marcă, 1 marcă, 2 mărci, 5 mărci, 20 de mărci, 50 de mărci, 100 de mărci și 1000 de mărci. Pe reversul bancnotelor se aflau avertismente împotriva falsificării monedei, scrise în limbile germană, letonă și lituaniană. Valoarea unei Oberost-Mark era egală cu cea a unei mărci de hârtie germane (Papiermark).

### Circulația monedei după război
Oberost-Mark era legată de marca germană și s-a bucurat, prin urmare, de un nivel ridicat de acceptare în rândul populației. După sfârșitul războiului, nou-creatul stat Lituania a preluat Oberost-Mark ca monedă. Chiar și în teritoriul Memel această monedă a fost folosită alături de moneda de necesitate (notgeld) emisă de Camera de Comerț din Memel. Hiperinflația ce a afectat marca germană a făcut ca Oberost Mark să-și piardă o mare parte din valoare. Astfel, ca urmare a reducerii valorii monedei Oberost-Mark, Republica Lituania a introdus în iunie 1922 propria sa monedă națională, litas-ul lituanian, iar puterea circulatorie a ostmărcii și ostrublei a încetat la 1 octombrie 1922. Noua monedă lituaniană a fost introdusă cu rata de schimb de 10 litas = 1 dolar SUA.
În 1923 teritoriul Memel a fost ocupat de Lituania. Prin urmare, aici a fost introdus la 1 iunie 1923 litas-ul lituanian.

## Bancnote
|  |  | 1/2 marcă  | necunoscute | necunoscută | necunoscută | necunoscută | necunoscut | 4 aprilie 1918 |
|  |  | 1 marcă    | necunoscute | necunoscută | necunoscută | necunoscută | necunoscut | 4 aprilie 1918 |
|  |  | 2 mărci    | necunoscute | necunoscută | necunoscută | necunoscută | necunoscut | 4 aprilie 1918 |
|  |  | 5 mărci    | necunoscute | necunoscută | necunoscută | necunoscută | necunoscut | 4 aprilie 1918 |
|  |  | 20 mărci   | necunoscute | necunoscută | necunoscută | necunoscută | necunoscut | 4 aprilie 1918 |
|  |  | 50 mărci   | necunoscute | necunoscută | necunoscută | necunoscută | necunoscut | 4 aprilie 1918 |
|  |  | 100 mărci  | necunoscute | necunoscută | necunoscută | necunoscută | necunoscut | 4 aprilie 1918 |
|  |  | 1000 mărci | necunoscute | necunoscută | necunoscută | necunoscută | necunoscut | 4 aprilie 1918 |

## Legăturiexterne
- German banknotes, a.o. Ostrubles and Ostmarks. Arhivat în 6 februarie 2006, la Wayback Machine.